# Campodorus clypeatus
Campodorus clypeatus är en stekelart som först beskrevs av William Harris Ashmead 1902.  Campodorus clypeatus ingår i släktet Campodorus och familjen brokparasitsteklar. Inga underarter finns listade.